# James Hogg

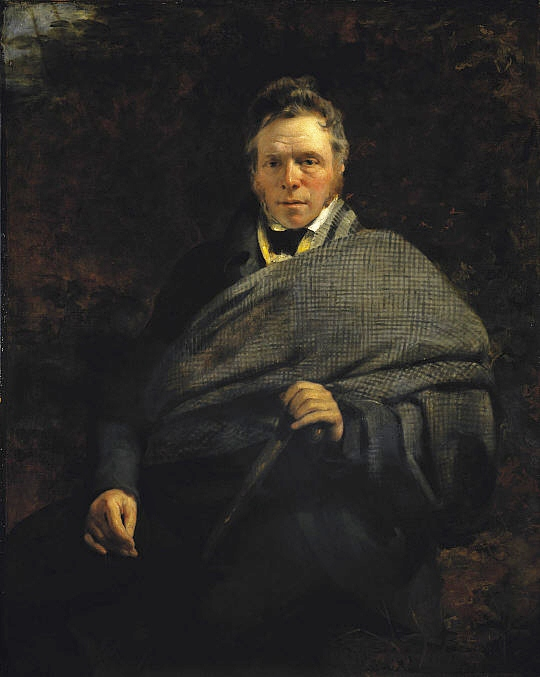
John Watson Gordon, Ritratto di James Hogg, 1830.

James Hogg (Ettrick, 9 dicembre 1770 – Ettrick, 21 novembre 1835) è stato un poeta e scrittore scozzese.

## Vita
Hogg nacque in una fattoria nei pressi della foresta di Ettrick in Selkirk e battezzato il 9 dicembre. Non ricevette un'educazione formale, e nel 1788 divenne pastore, vivendo in povertà. Il suo datore di lavoro, James Laidlaw, vedendo come si sforzava per migliorarsi, gli offrì aiuto a procurarsi libri. Nel 1796 la morte di Robert Burns devastò Hogg, nonostante egli fosse venuto a sapere del poeta solo da poco. Faticava a comporre poesie, e Laidlaw lo presentò a Walter Scott, il quale aveva chiesto aiuto per la pubblicazione di The Minstrelsy of the Scottish Border.
Nel 1801, Hogg visitò Edimburgo per la prima volta. La sua prima raccolta, The mountain bard, venne pubblicata nel 1807, senza alcun impatto nella scena letteraria. Un altro tentativo, la rivista letteraria The Spy fondata nel 1810 fallì dopo un anno. Ma il suo poema epico, The Queen's Wake, ambientato al ritorno di Maria Stuarda (1561) dopo il suo esilio in Francia, venne pubblicato nel 1813 e riscosse successo. Conobbe William Wordsworth e Thomas de Quincey.
Divenuto una nota figura letteraria (anche se spesso deriso per il suo accento e il suo aspetto), William Blackwood lo assunse per il suo Blackwood's Magazine, una delle più vendute del tempo. Altri scrittori, tra cui Walter Maginn e Thomas de Quincey, assunsero un ruolo preponderante sulle pagine della pubblicazione e Hogg si trovò presto non solo escluso dal suo circolo interno, ma anche attaccato e deriso.
Nel 1824, ormai non più stimato a Edimburgo, largamente escluso dal Blackwood's Magazine, cinquantenne con una famiglia a carico, Hogg scrisse il suo famoso racconto di persecuzione, delusione e coscienza torturata: Confessioni di un peccatore impeccabile (The Private Memoirs and Confessions of a Justified Sinner). Il libro non ebbe successo, e fu dimenticato per più di un secolo, finché venne notato dallo scrittore francese André Gide.

## Opere
- The Forest Minstrel (1810) (poesia)
- The Pilgrims of the Sun (1815) (poesia)
- Brownie of Bodsbeck (1817) (romanzo)
- Jacobite Reliques (1819) (raccolta di canzoni di protesta giacobite)
- The Three Perils of Man (1822) (romanzo)
- The Three Perils of Woman (1823) (romanzo)
- The Private Memoirs and Confessions of a Justified Sinner, Confessioni di un peccatore impeccabile (1824) (romanzo)
- Queen Hynde (1825) (poesia)
- Songs by the Ettrick Shephard (1831) (canzoni/poesia)
- The Brownie of the Black Haggs (1828) (racconti)
- The Domestic Manner and Private Life of Sir Walter Scott (1834) (biografia non autorizzata)
- Tales and Sketches of the Ettrick Shepherd (1837)